# 百済王利善
百済王 利善（くだらのこにきし りぜん）は、奈良時代の貴族。官位は従四位下・散位頭。

## 経歴
称徳朝の天平神護元年（765年）従五位下に叙爵し、翌天平神護2年（766年）飛騨守に任ぜられる。
光仁朝でも宝亀2年（771年）讃岐員外介と地方官を務めたのち、宝亀7年（776年）従五位上、宝亀10年（779年）正五位下、天応元年（781年）正五位上、延暦2年（783年）従四位下と、光仁朝末から桓武朝初頭にかけて順調に昇進した。
延暦3年（784年）5月24日卒去。最終官位は散位頭従四位下。

## 官歴
『続日本紀』による。
- 時期不詳：正六位上
- 天平神護元年（765年） 閏10月6日：従五位下
- 天平神護2年（766年） 3月26日：飛騨守
- 宝亀2年（771年） 7月23日：讃岐員外介
- 宝亀7年（776年） 正月7日：従五位上
- 宝亀10年（779年） 正月23日：正五位下
- 天応元年（781年） 4月15日：正五位上。5月25日：散位頭
- 延暦2年（783年） 10月16日：従四位下
- 延暦3年（784年） 5月24日：卒去（散位頭従四位下）